# قاعة الجيولوجيا

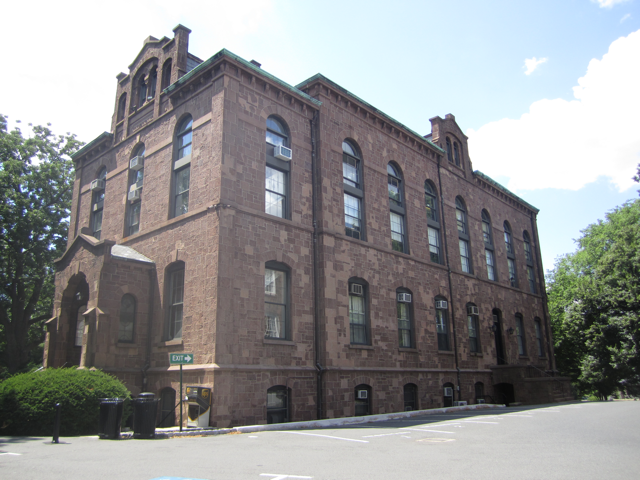
قاعة الجيولوجيا والتي صممها المهندس المعماري هنري جانواي هاردنبيرغ، وقد بنيت في عام 1872

قاعة الجيولوجيا القاعة الجيولوجية سابقا، هو مبنى يقع في حرم كوينز التاريخي وهو قسم من جامعة روتجرز في نيو برونزويك،نيوجيرسي، الولايات المتحدة. كجزء من الحرم الجامعي أدرجت قاعة الجيولوجيا في سجل نيو جيرسي للأماكن التاريخية والسجل الوطني للأماكن التاريخية في عام 1973، عندما تم منح روتجرز قطعة أرض واختيارها المؤسسة الوحيدة للتعليم في نيوجيرسي عام 1864. حيث بدأت الكلية توسيع مناهجها لتشمل التدريس في العلوم والزراعة، حيث بدأ رئيس جامعة روتجرز وليام هنري كامبل بجمع الأموال لبناء مبنى جديد لاستيعاب هذا التوسع وقاعة الجيولوجيا والتي صممها المهندس المعماري هنري جانواي هاردنبيرغ ‏، وقد بنيت في عام 1872.ويضم المبنى حاليا مكاتب إدارية ومتحف الجامعة الجيولوجي.
تأسس المتحف والذي يعتبر واحد من أقدم مجموعات الجيولوجيا الجماعية في الولايات المتحدة، من قبل عالم الجيولوجيا وأستاذ جامعة روتجرز جورج هامل كوك في عام 1872. وتعرض معارضه التاريخ الطبيعي لمدينة نيو جيرسي، مع التركيز على الجيولوجيا وعلم الأحياء القديمة وعلم الإنسان. وتشمل المعروضات المعادن الفلورية من فرانكلين وأوجدينسبورغ، وصناجة أو الماستودون من مقاطعة سالم (نيو جيرسي)، وأثار الديناصور المكتشفة في تواكو، والمملكة البطلمية ومومياء المصرية

## تاريخها

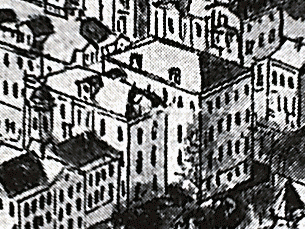
قاعة الجيولوجيا عام 1910.

في عام 1864 عينت ولاية نيو جيرسي كلية روتجرز باعتبارها الكلية والمؤسسة التعليمية الوحيدة.وعملا بقانون موريل لعام 1862 أعطى هذا التعيين الدولة الحق في بيع الأراضي الاتحادية لجمع الأموال لتطوير التعليم العملي في الزراعة والعلوم والعلوم العسكرية والهندسة.:pp.87–88

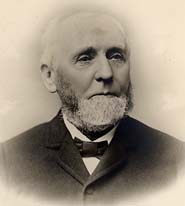
البروفيسور جورج هامل كوك

جورج هامل كوك (1818-1889)، وهو أستاذ الكيمياء والعلوم الطبيعية، أثر على الدولة لاختيار كلية روتجرز على مستوى نيو جيرسي (جامعة برنستون الآن).تم تعيين كوك عالم جيولوجيا في الدولة في عام 1864.وأصبح فيما بعد نائب رئيس الكلية.ومع منحة الأرض الكلية والتمويل الجديد للدراسات العلمية بدأ كوك أبحاثه والتدريس في الجيولوجيا والزراعة حيث توسع كوك بحثه وتدريسه في الجيولوجيا والزراعة.:pp.87–88:p.27
وبعد ست سنوات، قرر مجلس إدارة الكلية إقامة مبنى لاستضافة البرامج العلمية الجديدة للكلية :p.101
وفي هذا الوقت، احتفلت روتجرز بالذكرى المئوية لميثاقها الثاني (1770) وطلب رئيس الكلية ويليام هنري كامبل (1808-1890) تبرعات من الخريجين وغيرهم من المؤيدين في جهود واسعة لجمع الأموال والتي تهدف إلى دعم هذه البرامج الجديدة وبهذه الأموال، كلف الأمناء بتصميم قاعة جيولوجية من هنري جانواي هاردنبيرغ (1847-1918)وهو مهندس معماري شاب من نيو برونزويك (نيو جيرسي):p.101
تلقى هاردنبرغ هذه العقود من خلال الروابط العائلية، حيث كان العديد من أفراد عائلته خريجين، أمناء، أو مرتبطين بالمدرسة، وكان جده العظيم، القس يعقوب روتسن هاردنبيرغ (1736-1790)، أول رئيس لروتجرز واحد من مؤسسيها، وجده القس يعقوب جانواي شغل منصب نائب رئيس الكلية، ورفض منصب الرئيس في عام 1840 

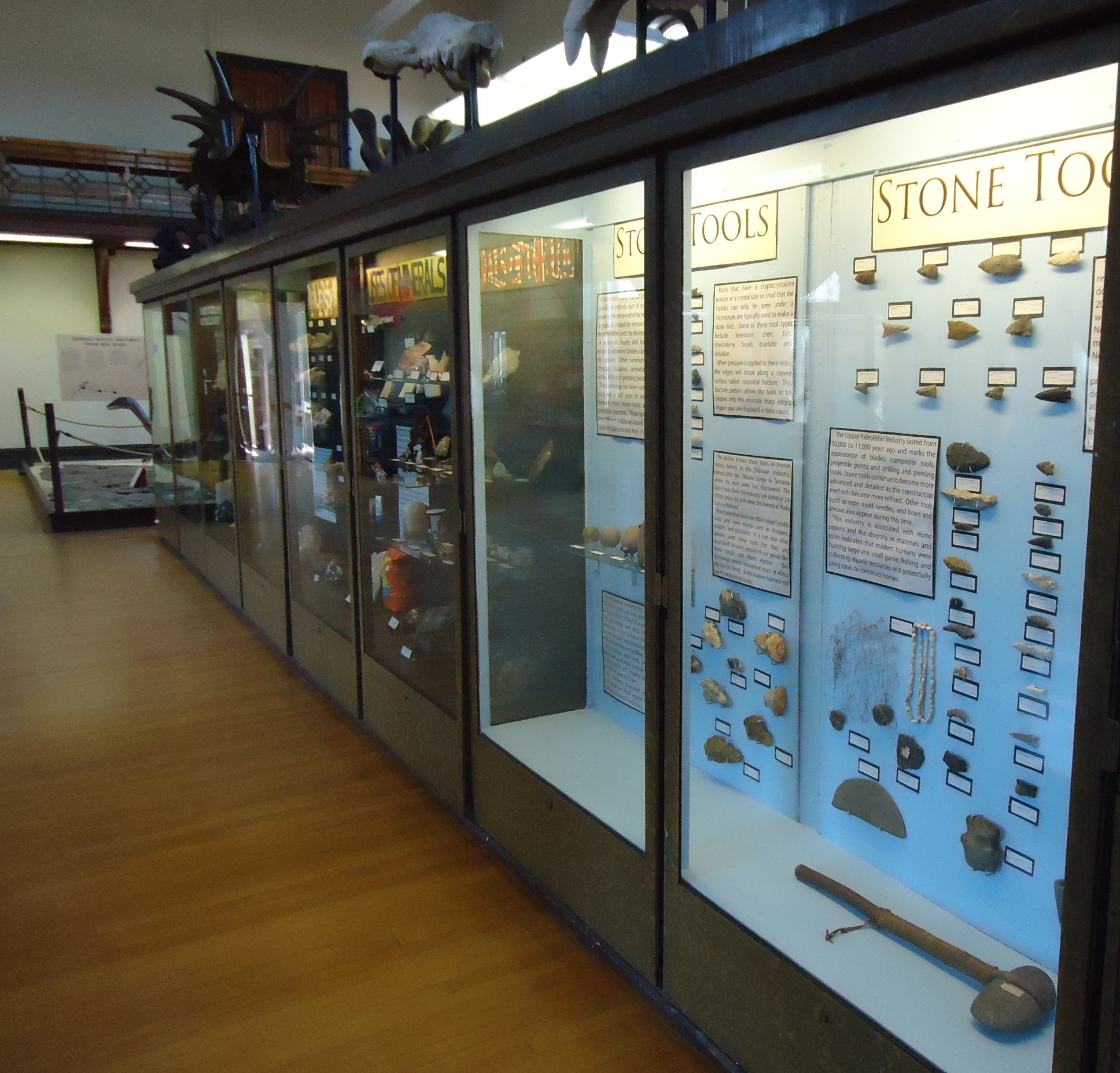
معرض يضم أدوات الحجر الأمريكية

وقد وصف تصميم هاردنبيرغ حيث وضف كل من العناصر القوطية وعمارة كلاسيكية والتي سبقت الانتقائية الشديدة في العمارة والتي كانت تستخدم للاحتفال في وقت لاحق من عمارة فكتورية فترة النهضة القوطية دعت الخطط الأصلية إلى تشييد المبنى من طابوق ولكن التنفيذ النهائي كان في الغالب من الحجر الرملي المحجر في كونيتيكت، ومع بعض النماذج من الحجر من نيوارك.، قاعة الجيولوجيا، والتي بنيت على الجانب الجنوبي من كوينز القديمة، وكانت ثاني من ثلاثة مشاريع التي صممها هاردنبرغ للكلية.إضافة إلى مبنى (قاعة ألكسندر جونستون الآن) والتي تضم المدرسة النحوية الكلية (مدرسة روتجرز التحضيرية الآن) في السنة السابقة.المشروع الثالث، كيركباتريك تشابيل (1873)، تم تصميمه لاستكمال أسلوب إحياء القوطية البسيط لقاعة الجيولوجيا، وقد أقيم على الجانب الشمالي من كوينز القديمة.
تم الانتهاء من المبنى في عام 1872 بتكلفة قدرها 63,201.54 دولار أمريكي (2013: 1,215,365 دولار أمريكي).
الطابق الأول في القاعة يحتوي على غرف للمختبر وغرف للمحاضرات كما يضم مخزونات الكلية.:p.101، الفصول الدراسية في الطابق الأول تستوعب كل من أقسام الفيزياء، والعلوم العسكرية، والجيولوجيا. كما وفرت قاعة الجيولوجيا مجالا للدروس في مجال الزراعة، والكيمياء والهندسة لعدة سنوات حتى روتجرز بنيت قاعة نيو جيرسي عام (1889) لإيواء محطة التجارب الزراعية ومباني قسم الكيمياء والهندسة في عامي (1909 و 1910 على التوالي) عبر شارع هاميلتون وعلى الأرض التي أصبحت فيما بعد كلية فورهيس مول.:pp.148,157
وقد تم تصميم الطابق الثاني لقاعة الجيولوجيا لتوفير مساحة كافية لاستيعاب القطع الأثرية والتاريخ الطبيعي للكلية كمتحف.:p.101
اليوم، قاعة الجيولوجيا تضم بعض مكاتب إدارة الجامعة ومتحف روتجرز للجيولوجيا، في السابق، كان مقرا لمكاتب روتجرز للجيولوجيا، وتسمى الآن قسم علوم الأرض والكواكب،
من 1872 حتى 1979، عندما انتقلت إلى حرم جامعة بوش في بيسكاتاواي
في عام 1973 ، أدرجت قاعة الجيولوجيا مع ستة مبان أخرى في الحرم الجامعي للملكة روتجرز على سجل ولاية نيو جيرسي للأماكن التاريخية والسجل الوطني للأماكن التاريخية

## متحف روتجرز للجيولوجيا

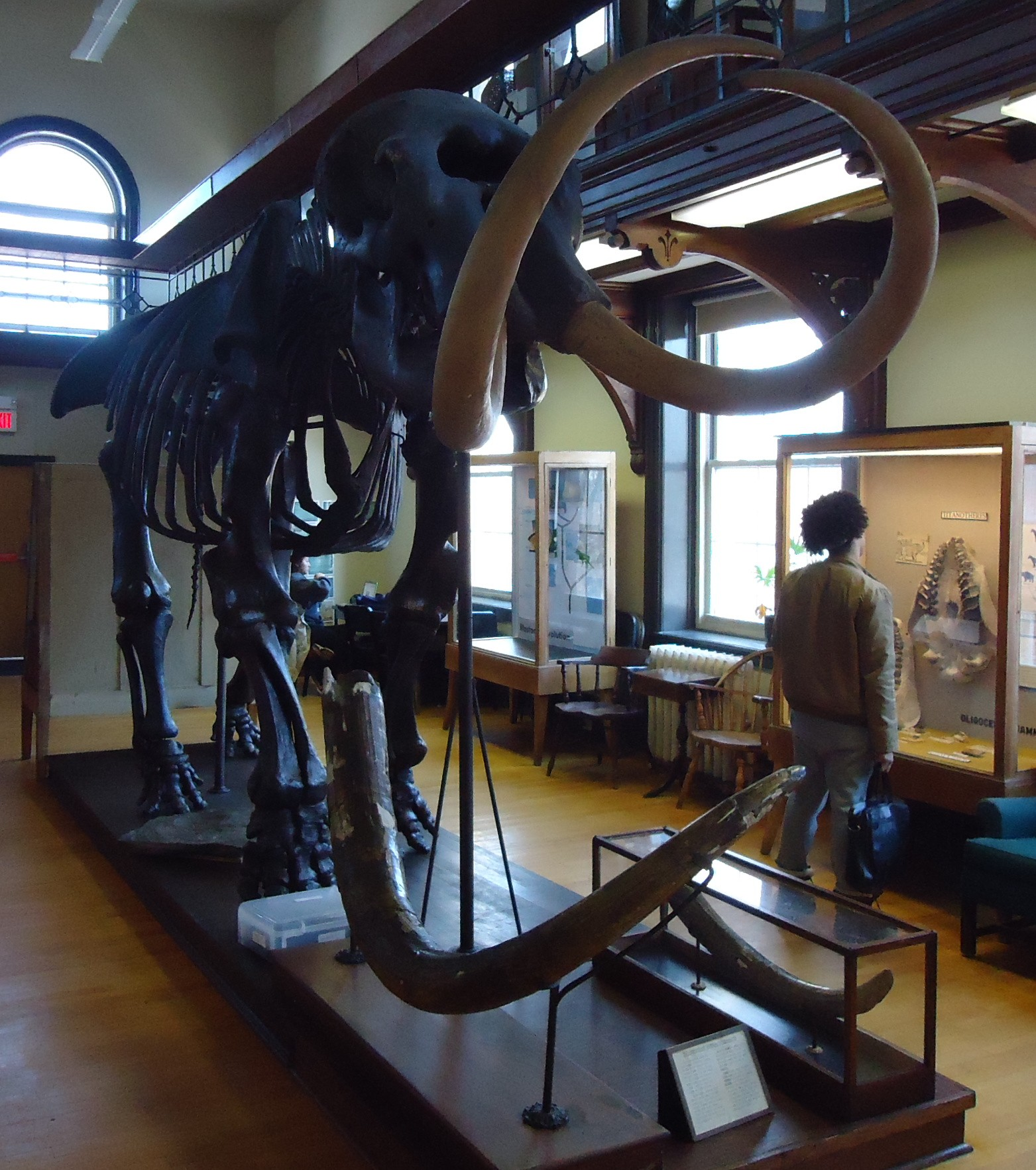
هيكل عظمي من ماستودون اكتشف في مقاطعة سالم في عام 1869

أنشأ كوك متحف الجيولوجيا الجامعية في عام 1872 مع العينات التي تم جمعها من خلال المسح الجيولوجي في نيو جيرسي والتي كان يديرها كجيولوجي في ولاية نيو جيرسي  ومنذ ذلك الحين، كان المتحف يعمل في الطابق الثاني من المبنى، ويقدم جولات مجانية للمجموعات الصغيرة والمدارس وعامة الناس 
مجموعات المتحف، والتي جزء صغير منها فقط هو للعرض، حيث هنالك معروضات على الجيولوجيا والتاريخ الطبيعي، علم الحفريات، والأنثروبولوجيا، مع التركيز على التأريخ الطبيعي لولاية نيو جيرسي.
بدأت أولى مجموعات المتحف في التجمع في عام 1836 من خلال عمل لويس سي. بيك (1798-1853)وهو طبيب وعالم النبات وعلم الحشرات والكيميائي والجيولوجي والذي تدرس في روتجرز في منتصف القرن التاسع عشر من عام 1830 حتى وفاته في 1853.:p.37
العديد من المعروضات ظهرت البنود المميزة والتي هي فريدة من نوعها لنيوجيرسي، بما في ذلك التحف الأمريكية الأصلية، والمعادن، والحفريات، وتشمل هذه المعروضات مجموعة من مسارات وأثار الديناصورات المتحجرة تتبع أحفوري والتي يعتقد أنها تنتمي إلى سلالة غرالاتور آكلات اللحوم، من العصر الجوراسي والتي أكتشفت بالقرب من تواكو في مقاطعة موريس (نيو جيرسي) ، والهيكل العظمي لماستودون صناجة والبالغ من العمر 10,000 سنة (ماموت أميريكانوم) المكتشفة في مقاطعة سالم (نيو جيرسي) في عام 1869 
الماستودون، وجدت في حفرة مارل بالقرب من مانينغتون حيث تم بيعها من قبل مزارع محلي إلى السيرك الجوال قبل أن يتم الحصول عليها من قبل روتجرز للعرض.
تم التبرع بمجموعة من حوالي 2400 عينة (بما في ذلك بعض فلورية) إلى المتحف في أكتوبر 1940 من قبل جورج روي، وهو يعمل ككابتن مع شركة نيو جيرسي للزنك، المجموعة غنية بالمعادن النادرة، وكثير منها وجدت خلال عمليات التعدين للزنك خلال القرن العشرين في فرانكلين، نيو جيرسي 
وقد تم زيادة مقتنيات المتحف مع التبرع ب 6000 عينة معدنية فلورية جمعت من قبل آن وميلتون هيرشورن. وافتتح هذا المعرض للجمهور في تشرين الأول / أكتوبر 2002 
يعرض المتحف مومياء مصري تبلغ من العمر 2,400 سنة على سبيل الإعارة من معهد نيو برونزويك اللاهوتي، المومياء، التي يرجع تاريخها إلى 320 أو 330 قبل الميلاد. في المملكة البطلمية، تم اكتشافها في شمال مصر وأعادتها إلى الولايات المتحدة من قبل مبشر هولندي إصلاحي خدم هناك في أوائل القرن السابع عشر 
ولا يعرف سوى القليل عن أصول المومياء، ولكن تم تخزينها في خزانة في المعهد حتى عام 1968 عندما تم عرضها لأول مرة.
في عام 2013، أشارت الشائعات إلى أن إدارة الجامعة تخطط لوضع معروضات المتحف في التخزين الدائم، وإغلاق المتحف وتجديد قاعة الجيولوجيا لاستخدامها كقاعة ، وبدأت حملة من قبل الخريجين وعامة الناس لإقناع الإدارة بالالتزام بمواصلة عمل المتحف وتوسيع مهمتها.
- مومياء عصر البطلمية، حوالي 330-320 قبل الميلاد
- هيكل عظمي للساق الخلفي من ديناصور أكلة الاعشاب
- التصميم الداخلي للمتحف,لقطة من عام 2011
- جمجمة من عصور ما قبل التاريخ وجدت في ماستريخت، هولندا، في 1720
- جماجم بشرية
- منظر خلفي صناجة أو المستودون
- منظر أمامي صناجة أو المستودون
- جمجمة من عصور ما قبل التاريخ
- معرض للمعادن المختلفة
- مسارات ديناصور متحجر ينسب إلى غرالاتور
- درج حلزوني
- جذر شجرة مجهولة الهوية، أو ستيغماريا، من عصر باليوزويك

## وصلات خارجية
- Rutgers Geology Museum (official website)
- Rutgers، The State University of New Jersey
- http://www.startsandfits.com/hardenbergh/geology.html نسخة محفوظة 28 سبتمبر 2013 على موقع واي باك مشين.